# Helgeland

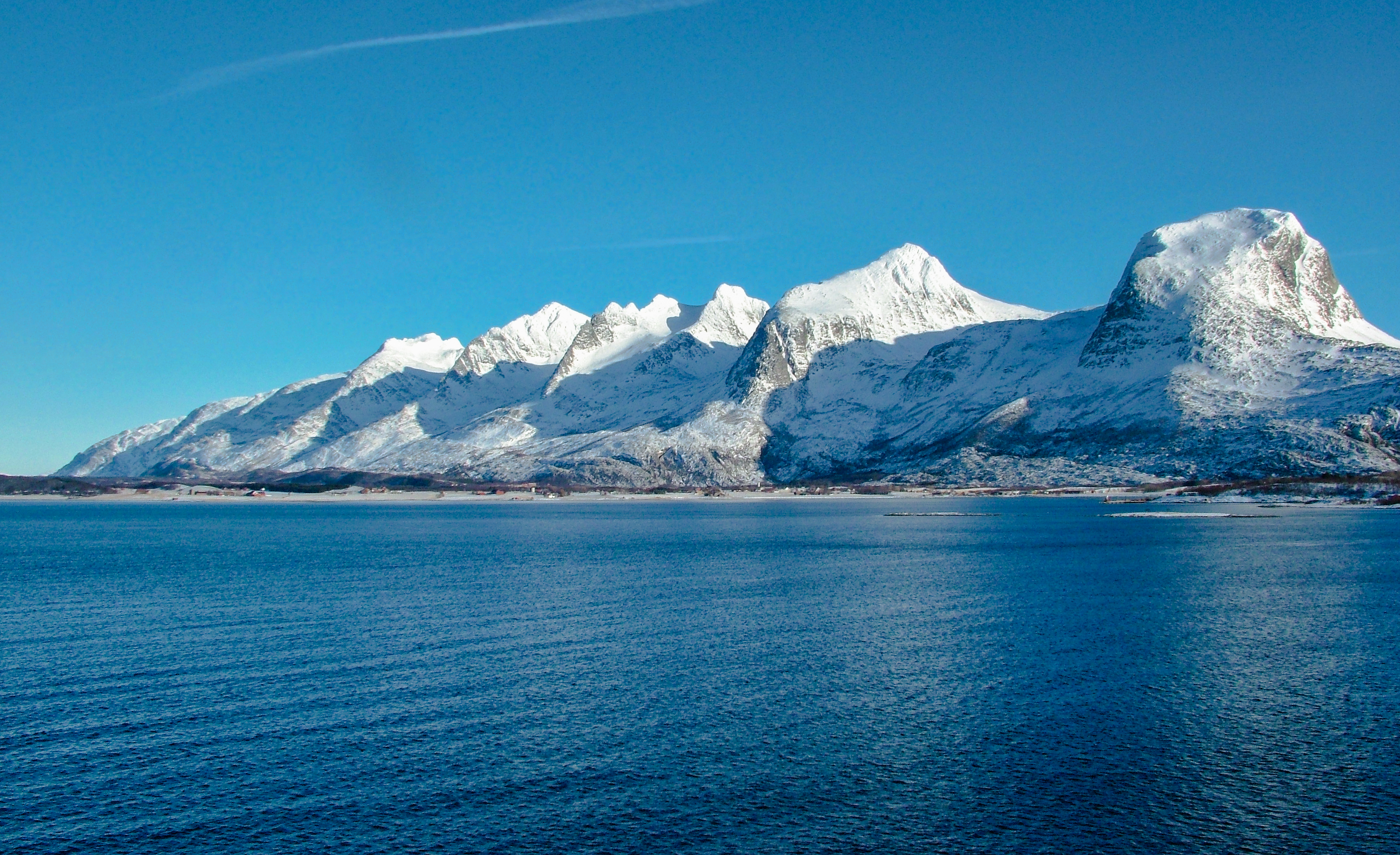
De syv søstre är ett av de mest kända landmärkena på Helgelandskusten. Här fotograferat från Hurtigrutten.
Fotograf: Clemens Franz

Regionområdena i Nordland:
Indre Helgeland regionråd
Helgeland regionråd
Sør-Helgeland regionråd

Helgeland (ordet har samma ursprung som Hålogaland) är en region och ett landskap i Nordland fylke i Norge. Området täcker kommunerna från gränsen mot Trøndelag fylke i söder upp till Saltfjellet i nord där det gränsar till regionen Salten.
Regionen har nästan 77 000 invånare (1 oktober 2007 SSB.no) och täcker en yta på 17 961 km². Regionen har ingen egen administration men ett väl utvecklat interkommunalt samarbete. 
Helgeland består av kommunerna 
- Sømna kommun
- Vevelstads kommun
- Vega kommun
- Bindals kommun
- Brønnøy kommun
- Leirfjords kommun
- Dønna kommun
- Vefsns kommun
- Herøy kommun
- Lurøy kommun
- Træna kommun
- Rødøy kommun
- Alstahaugs kommun
- Grane kommun
- Hattfjelldals kommun
- Hemnes kommun
- Nesna kommun
- Rana kommun